# Fruitadens haagarorum
Fruitadens haagarorum es la única especie conocida del género extinto Fruitadens (“diente de Fruita”) de dinosaurio ornitisquio heterodontosáurido, que vivió a finales del período Jurásico, hace aproximadamente 150 millones de años durante el Titoniense, en lo que es hoy Norteamérica.

## Descripción

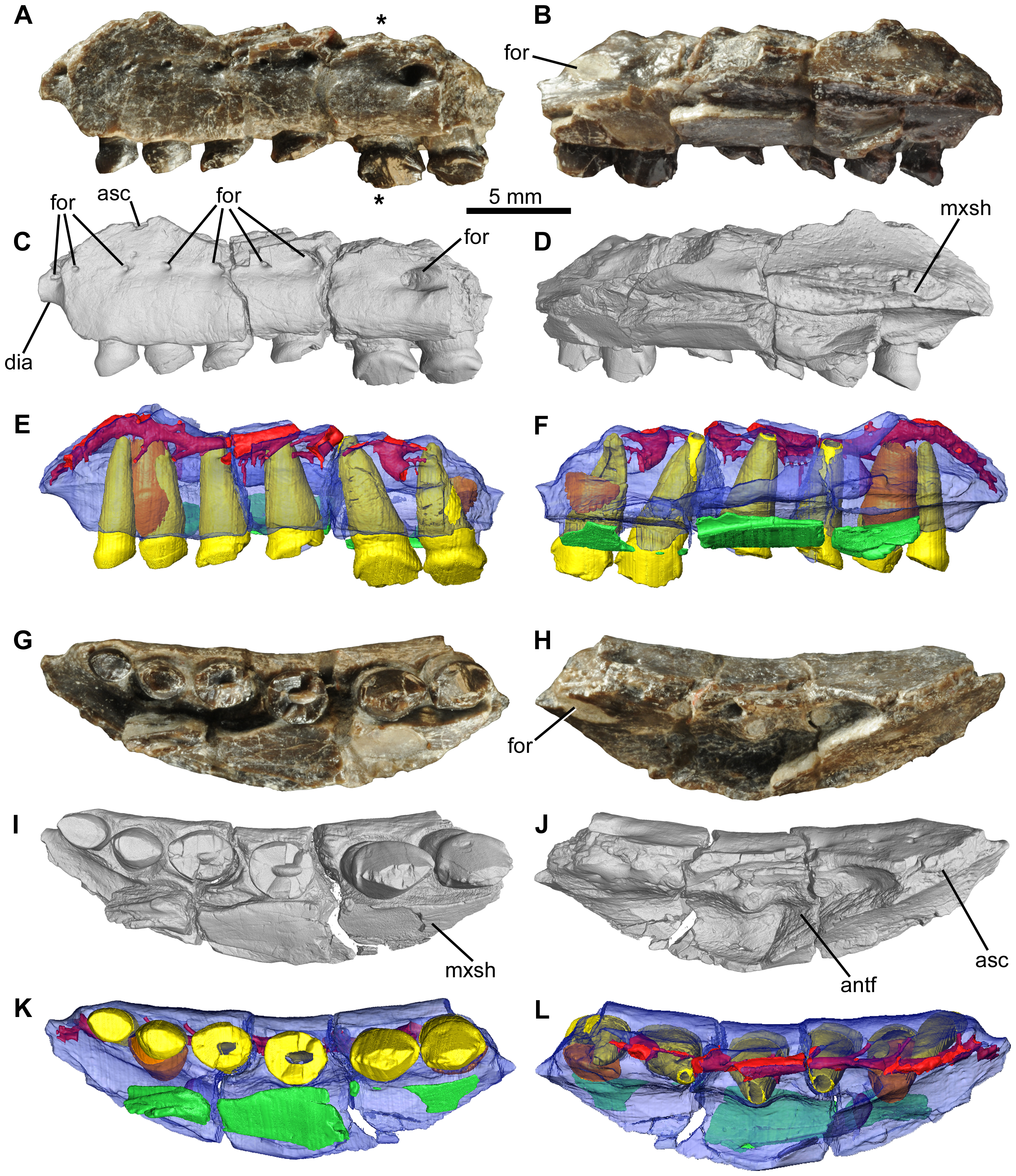
LACM 115747 (holotipo), maxilar izquierdo

Fruitadens es el  ornitisquio más pequeño de Norteamérica; los adultos medirían de 65 a 75 centímetros y pesarían de 0,5 a 0,75 kilogramos, comparables en tamaño a los dinosaurios más pequeños conocidos, aparte de los pájaros. Material conocido de Echinodon y Tianyulong, heterodontosáuridos relacionados, tienen de individuos de tamaño  similar, pero no se sabe que edad tenían al momento de su muerte. Es interpretado como un omnívoro y representa el único heterodontosáurido hallado en EE. UU.
El holotipo de Fruitadens es LACM 115747, que consiste en mandíbulas incompletas, varias vértebras y miembros posteriores parciales, de un individuo casi completamente crecido. Por lo menos se han encontrado otros tres individuos: LACM 115727, otro individuo casi completamente crecido, conocido por las vértebras y los huesos del miembro posterior. Este individuo era tamaño casi igual a LACM 115747, y tenía cinco años a la muerte. LACM 120478 consiste en  un brazo superior y la mayor parte de la pierna izquierda de un joven, en su segundo año de vida. Finalmente, LACM 128258 incluye mandíbulas y vértebras parciales de otro joven.
Fruitadens es anatómicamente similar a Heterodontosaurus, con los brazos relativamente cortos y las partes inferiores de la pierna, pie y tibia largos. Las mandíbulas tenían grandes dientes caninos, con un espacio correspondiente en el maxilar superior. A diferencia de Echinodon, allí no tenía un diente más grande en el maxilar superior. Únicamente un pequeño diente como clavija estaba presente delante del diente canino. Los dientes de reemplazo estaban presentes en las mandíbulas, a diferencia de la mayoría de los otros heterodontosáuridos. Los huesos del miembro posterior eran huecos, como los de los pequeños terópodos. Fruitadens parece haber estado más estrechamente vinculado a Heterodontosaurus que a Echinodon, que estaba más cercano en el tiempo.

## Historia

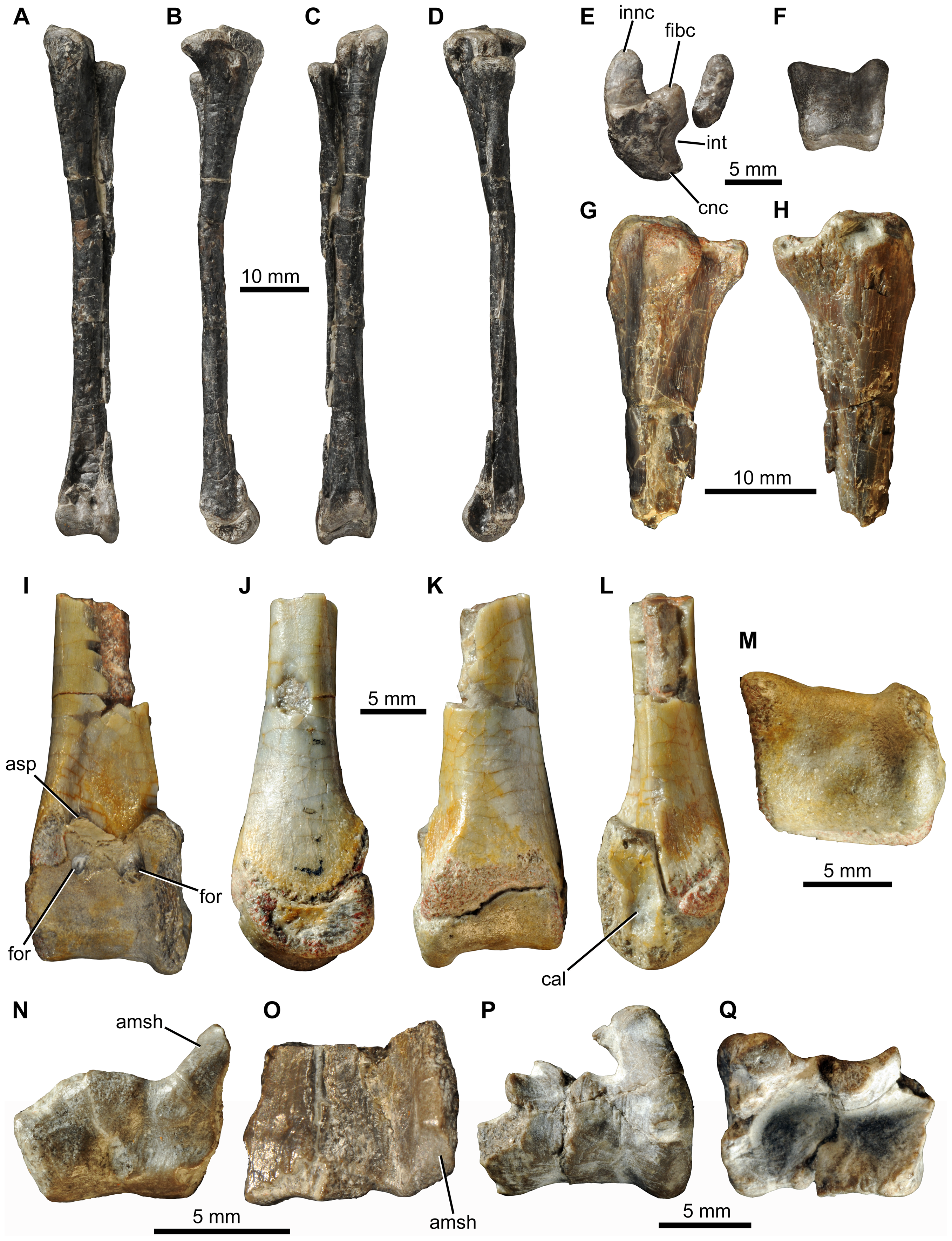
Huesos de las extremidades posteriores de varios especímenes

El significado del nombre proviene de Fruita, Colorado, Estados Unidos, donde los fósiles fueron encontrados. Es conocido a partir de cráneos parciales y esqueletos de por lo menos cuatro individuos. Estos restos se encontraron en la formación Morrison, en sedimentos del Jurásico Superior.
Fruitadens se conoce por fósiles recuperados en los años 70 y 80 por los equipos llevados por George Callison, del Museo de Historia Natural del Condado de Los Ángeles (LACM). El área del descubrimiento fue en las tierras manejadas por la Oficina de la Gerencia de la Tierra que se conoce como el área paleontológica de LACM Fruita. Los especímenes se encontraban en lechos de piedra arenisca del Miembro del Bajío Brushy. Lechos equivalentes se han fechado entre 150.3 y 150.2 millones de años, indicando una edad temprana en el Titoniano.

## Clasificación
Los fósiles llamados Fruitadens fueron en un principio considerado  un fabrosáurido similar a Echinodon, un género del Cretácico Inferior de Inglaterra. Fabrosauridae es un grupo de ornitópodos basales, y Echinodon en sí mismo no ha sido reclasificado como heterodontosáurido. Fruitadens, no fue formalmente descrito por muchos años, pero si brevemente descrito en muchos trabajos, usualmente como un pariente de Echinodon o una nueva especie de este género. La descripción formal llegó en 2009, siendo realizada por Richard Butler y colegas. La especie tipo es F. haagarorum, en reconocimiento al apoyo recibido por Paul Haaga Jr., Heather Haaga, Blythe Haaga, Paul Haaga III yCatalina Haaga del Museo de Historia Natural del Condado de Los Ángeles.

### Filogenia
El siguiente cladograma sigue el análisis de Butler et al. de 2011.

|  | NHM RU A100       |
|  |                   |
|  | Heterodontosaurus |
|  |                   |
|  | Lycorhinus        |
|  |                   |

|  | Fruitadens |
|  |            |
|  | Tianyulong |
|  |            |

|  | NHM RU A100       |
|  |                   |
|  | Heterodontosaurus |
|  |                   |
|  | Lycorhinus        |
|  |                   |

|  | Fruitadens |
|  |            |
|  | Tianyulong |
|  |            |

|  | NHM RU A100       |
|  |                   |
|  | Heterodontosaurus |
|  |                   |
|  | Lycorhinus        |
|  |                   |

|  | Fruitadens |
|  |            |
|  | Tianyulong |
|  |            |

|  | NHM RU A100       |
|  |                   |
|  | Heterodontosaurus |
|  |                   |
|  | Lycorhinus        |
|  |                   |

|  | Fruitadens |
|  |            |
|  | Tianyulong |
|  |            |

## Paleoecología
Los cuatro individuos se encontraron a en lugares de la base de la formación Morrison en el Miembro Bajío Brushy, en diques naturales de terreno aluvional que habría depositado piedras areniscas. Los sitios en Fruita preservaron una fauna contemporánea incluyendo caracoles, almejas, cangrejos, varios insectos, representados por rastros fósiles, el pez pulmonado Ceratodus, peces de aletas radiadas, la tortuga Glyptops, reptiles rincocéfalos Eilenodon y Opisthias, varios géneros de lagartos, un cocodrilomorfo mesosuquiano, y los mamíferos Fruitafossor , Glirodon, y Priacodon. Los fósiles de dinosaurio desarticulados son comunes en el área.

## Paleobiología
Fruitadens era probablemente bípedo, y como otros heterodontosáuridos se sugiere que habría sido omnívoro. Como Echinodon y Tianyulong, otros de los últimos heterodontosáuridos, Fruitadens tenían mandíbulas menos especializadas que los de los  heterodontosáuridos del Jurásico Inferior como Heterodontosaurus, y se interpreta como un animal de dieta generalista. Un estudio del cráneo publicado en 2012 sugirió que su dieta probablemente estaba compuesta de material vegetal selecto junto a insectos u otros invertebrados.